# Пельюуе
Пельюуе (ісп. Pelluhue) — комуна в Чилі. Адміністративний центр комуни — селище Кураніпе. Населення — 3208 осіб (2002). Селище і комуна входять до складу провінції Каукенес і регіону Мауле.
Територія — 371 км². Чисельність населення — 7571 мешканців (2017). Щільність населення — 20,4 чол./км².

## Розташування
Селище розташоване за 99 км на південний захід від адміністративного центру області міста Талька та за 31 км на північний захід від адміністративного центру провінції міста Каукенес.
Комуна межує:
- на північному сході — з комуною Чанко
- на сході — з комуною Каукенес
- на півдні — з комуною Кобкекура

На заході комуни лежить Тихий океан.